# Vol Continental Airlines 11
Le 22 mai 1962, un Boeing 707 effectuant le vol Continental Airlines 11 a explosé en vol, à proximité de Centerville, dans l'Iowa, aux États-Unis, alors qu'il était en route depuis l'aéroport international O'Hare de Chicago, dans l'Illinois, vers l'aéroport Charles B. Wheeler Downtown (en), à Kansas City, dans le Missouri. 
L'avion s'est disloqué en vol, avant de s'écraser dans un champ près d'Unionville, dans le comté de Putnam, dans le Missouri, ne laissant aucun survivant parmi les 45 passagers et membres d'équipage présents à bord. 
L'enquête a déterminé que la cause de l'accident était un attentat-suicide commis par un des passagers, dans le cadre d'une fraude à l'assurance.

## Avion et équipage
L'appareil impliqué était un Boeing 707-124 de la compagnie aérienne américaine Continental Airlines, immatriculé N70775 (numéro de série 17611/49) ; il est sorti d'usine le 16 juin 1959 et totalise 11 945 heures de vol au moment de l'accident. Ce quadriréacteur long-courrier était propulsé par quatre moteurs Pratt & Whitney JT3C-6.
L'équipage du vol 11 est constitué du commandant de bord Fred R. Gray (50 ans), du copilote Edward J. Sullivan (41 ans), de l'officier mécanicien navigant Roger D. "Jack" Allen (32 ans) et de cinq agents de bord. Le commandant Gray était un pilote très expérimenté de Continental Airlines, cumulant 25 000 heures de vol à son actif, dont 2 600 heures sur Boeing 707. Le copilote Sullivan cumulé 14 500 heures de vol au moment de l'accident, dont 600 heures sur Boeing 707. 

## Déroulement
Le vol 11 a décollé de l'aéroport international O'Hare de Chicago à 20h35. C'était un vol intérieur de routine jusqu'à juste avant de survoler le Mississippi, lorsqu'il a dévié de son plan de vol initial vers le nord afin d'éviter une zone orageuse. Dans les environs de Centerville, dans l'Iowa, l'avion a disparu des écrans radar du service de suivi des vols de Waverly. 
Vers 21h17, une explosion s'est produite du côté droit du 707, au niveau des toilettes arrière, entraînant la séparation de la queue du reste du fuselage. L'équipage a immédiatement lancé les procédures de descente d'urgence requises et a enfilé ses masques à oxygène, en raison du brouillard dense qui s'est formé dans la cabine immédiatement après la décompression. 
Après la séparation de la queue, le reste de la structure de l'avion a violemment piqué vers le sol, provoquant l'arrachement des quatre moteurs, après quoi elle est partie dans un plongeon en spirale incontrôlable. Le fuselage du 707, avec une partie de l'aile gauche et la majeure partie de l'aile droite intactes, s'est finalement écrasé dans un champ de luzerne, en direction de l'ouest, sur un terrain en pente d'environ 10°.
Des témoins présents dans les environs de Cincinnati, dans l'Iowa, et d'Unionville, dans le Missouri, ont rapporté avoir entendu des bruits forts et inhabituels vers 21h20 ; tandis que deux autres témoins ont vu un gros éclair ou une boule de feu dans le ciel. 
Un Boeing B-47 Stratojet, ayant décollé depuis la base aérienne de Forbes (en), à Topeka, au Kansas, volait à une altitude de 26 500 pieds (8 100 m) à proximité de Kirksville, dans le Missouri. Le commandant de bord a vu un éclair de lumière brillant dans le ciel, à l'avant et au-dessus de son appareil. Après s'être référé à ses cartes de navigation, il a estimé que l'éclair s'était produit à 21h22, près de l'endroit où la dernière signature radar du vol 11 avait été signalée. 
La majeure partie du fuselage du 707 a été retrouvée près d'Unionville, mais les moteurs et plusieurs parties de la queue et de l'aile gauche ont été retrouvés jusqu'à 9 km de l'épave principale.
Sur les 45 occupants de l'avion, 44 étaient déjà mortes lorsque les sauveteurs sont arrivés sur les lieux de l'accident. Un des passagers, un homme de 27 ans originaire d'Evanston, dans l'Illinois, est décédé des suites de blessures internes à l'hôpital Saint Joseph Mercy (en) de Centerville, une heure et demie après avoir été secouru. 

## Enquête
Les agents du Federal Bureau of Investigation (FBI) ont découvert que le responsable de l'attentat, un passager du nom de Thomas G. Doty, un homme marié et père d'une fille de cinq ans, avait souscrit une police d'assurance-vie auprès de Mutual of Omaha pour un montant de 150 000 $, soit le maximum disponible ; son décès rapporterait également 150 000 $ supplémentaires en tant qu'assurance supplémentaire, dont certaines achetées à l'aéroport avant le décollage, et prestations de décès. 
Doty était sur le point de comparaître devant le tribunal pour vol à main armée. Il a ensuite acheté six bâtons de dynamite peu avant le vol, les a emmenés dans les toilettes, en les dissimulant dans sa mallette, et les a ensuite allumés. Son motif était que sa femme et sa fille percevraient les 300 000 $ d'assurance-vie. Sa veuve a tenté de recouvrer l'assurance, mais elle a été rapidement annulée lorsque la mort de Doty a été jugée comme étant un suicide.

## Conséquences

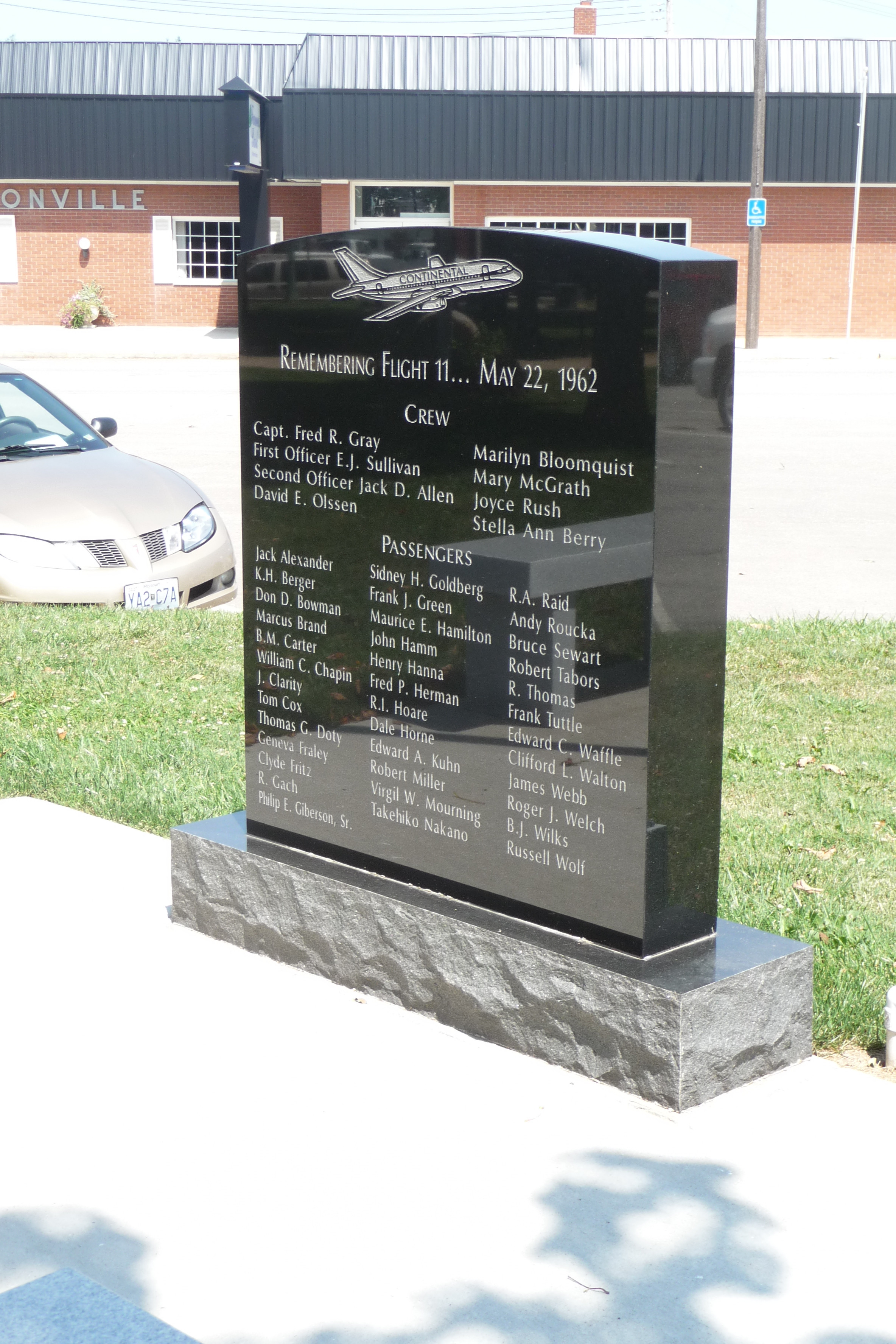
Mémorial en souvenir des victimes du vol 11, érigé à Unionville, dans le Missouri.

En juillet 2010, un mémorial a été érigé près du lieu de l'accident, à Unionville, dans le Missouri, à l'occasion du 48eme anniversaire de l'accident du vol 11. 
En mai 2012, un service commémoratif spécial a eu lieu à Unionville, pour le 50e anniversaire de cette catastrophe.